# Fauve au volant
Fauve au volant (Belva al volante) est une nouvelle fantastique de Dino Buzzati, incluse dans le recueil Le K paru en 1966. Elle est la huitième du cycle de neuf nouvelles inauguré par Voyage aux enfers du siècle.

## Résumé
Un journaliste nommé Buzzati effectue un reportage aux Enfers. 
Quelque temps après son arrivée, il achète une voiture : la « Bull 370 ». Le jour où il en prend possession, il rencontre Rosella, une diablesse qu'il a déjà rencontrée et qui lui avoue avoir augmenté les performances du véhicule. Après avoir conduit la voiture, Buzzati a la sensation d'être un autre homme : il se sent sûr de lui, devient agressif envers les autres automobilistes et prend plaisir à leur faire peur. En percutant un homme et sa femme dans une voiture, il se rend compte avec colère et stupéfaction de celui qu'il est devenu.